# وكالة التعليم الطبي
وكالات التعليم الطبي هي مجموعات فرعية متخصصة تابعة للوكالات الإعلانية والتي تقوم بتطوير المحتوى التعليمي لمجالات الرعاية الصحية وعلوم الحياة والتكنولوجيا الحيوية. وتنقسم وكالات التعليم الطبي إلى فئتين:

## التعليم الطبي المستمر
وكالات التعليم الطبي التي تطور برامج التعليم الطبي المستمر (الذي يُشار إليه عادة اختصارًا باسم CME)، فإنها تقوم بذلك في إطار المبادئ التوجيهية الصارمة المحددة من قِبل مجلس اعتماد التعليم الطبي المستمر (ACCME) وجمعية التعليم الطبي المستمر الأكاديمي (SACME). وهؤلاء الذين يرغبون في تقديم دورات التعليم الطبي المستمر وبالتالي يقومون بتوظيف خدمات وكالة تعليم طبي، يجب عليهم الحصول على اعتماد من مجلس اعتماد التعليم الطبي المستمر. ويسمح الاعتماد للمؤسسات، مثل المركز الأمريكي لشهادات التمريض (ANCC) بتطوير محتوى دورات تعليمية يمكن للأطباء وغيرهم من أفراد الطاقم الطبي المتخصص استخدامها لتلبية الاحتياجات السنوية للتعليم الطبي المستمر
لتجنب مخاطر التحزيز اللامبرر له من الرعاية التجارية، يتعين على جميع المؤسسات المعتمدة اتباع قواعد الإفصاح التجارية المحددة من قِبل مجلس اعتماد التعليم الطبي المستمر. ويتعين على وكالات التعليم الطبي التعرف على هذه اللوائح من أجل الحصول على اعتماد التعليم الطبي المستمر من مؤسسة معتمدة واحدة أو أكثر من المؤسسات المعتمدة من قِبل مجلس اعتماد التعليم الطبي المستمر.

## التعليم الطبي غير المستمر
تتخصص وكالات التعليم الطبي التي تقوم بتطوير برامج التعليم الطبي غير المستمر، التي يُشار إليه باسم التعليم الترويجي، في تطوير المحتوى التي تكون رعايته التجارية محددة بوضوح ومحتوى الدورات يركز على منتجات أو علاجات محددة التي تكون للمؤسسة الراعية مصلحة مالية فيها.

## آليات التنفيذ
إن الغالبية العظمى من المحتوى الذي يتم تطويره من قِبل وكالات التعليم الطبي تدعم أحد نوعي آليات التنفيذ: التدريب القائم على المعلم (ILT) والتدريب الموجه ذاتيًا (SDT).

### التدريب القائم على المعلم
التدريب القائم على المعلم (ILT) هو ممارسة تقديم المعلومات والمواد التعليمية وجهًا لوجه بين المعلم والمتعلمين. ويمكن أن يأخذ التدريب بقيادة المعلم شكل التدريب التعليمي أو التوضيح المختبري و/أو التطبيق السريري.
إن المستشفيات والجامعات والشركات المصنعة للأجهزة الطبية والدوائية قد توظف وكالات التعليم الطبي لتطوير محتوى معين، أو لتطبيق مبادئ التصميم التعليمي على المحتوى الموجود لجعله يفهم بسهولة أكبر من قبل جمهور المتدربين بقيادة المعلم. وسوف يتضمن هذا تطوير الهياكل المعلوماتية لاتباع نظريات التعليم، التي تستهدف المحتوى الخاص بجمهور معين أو مجموعة من الجماهير

### التدريب الموجه ذاتيًا
التدريب الموجه ذاتيًا هو ممارسة اكتساب المعلومات من المواد التعليمية دون حضور معلم. والتدريب الموجه ذاتيًا يأخذ أشكالاً كثيرة، بما في ذلك محتوى التعليم الإلكتروني المنتشر والكتب المدرسية وقواعد بيانات المعلومات القابلة للبحث ومشاهدة العروض التقديمية للتدريب وفقًا لرغبة المتعلم. غالبًا ما يحدث التدريب الموجه ذاتيًا من خلال بوابة إلكترونية أو نظام إدارة تعليم متوافق مع المعيار المرجعي للمحتوى القابل للمشاركة (LMS) أو محرك البث الشبكي.
إن لمستشفيات والجامعات والشركات المصنعة للأجهزة الطبية والدوائية قد توظف وكالات التعليم الطبي لتطوير محتوى معين، أو لتطبيق مبادئ التصميم التعليمي على المحتوى الموجود لجعل المنتج أو التكنولوجيا أو المفهوم يفهم بسهولة أكبر من قبل جمهور التدريب الموجه ذاتيًا. كما تساعد وكالات التعليم الطبي المتعلمين في فهم المحتوى المعقد بشكل أفضل من خلال التفاعل والرسوم المتحركة والمحاكاة الافتراضية لمحتوى التدريب.

## وصلات خارجية
- Accreditation Council for Continuing Medical Education